# カルチュラル・ジャパン
カルチュラル・ジャパンは、2020年8月1日に開設された、世界各地の日本文化関連データを収集して検索・利活用機能を提供するサイトである。

## 概要
世界中の美術館、博物館、図書館などで公開されている日本文化に関連する情報を集約して、ジャパンサーチ利活用スキーマに基づくRDFデータを生成し、それに基づく検索・利活用機能を提供する。データはSPARQLエンドポイントの他、Elasticsearchを用いた検索アプリケーションを通して利用できる。
データソースは、各美術館・博物館・図書館やヨーロピアナ、DPLAなどのポータルが提供する、オープンデータセットもしくはAPIから取得した日本関連データを基本とする。さらにオープンライセンスで公開されるIIIFマニフェストから抽出したメタデータ、およびジャパンサーチから取得した一部のRDFデータを加え、開設時点で国内外約600機関からの100万アイテム以上の情報を収録している。
検索アプリケーションでは、自由キーワード検索の他、基本区分、作者、年代、地域、所蔵館などさまざまなファセットによる絞り込みが可能。また詳細画面では、動的生成を含むIIIFマニフェストが提供され、また類似タイトル、類似画像を持つアイテムが示される。検索結果のリストはIIIFコレクションとしてエクスポートできる。
応用アプリケーションとして、IIIFマニフェストを蓄積していくIIIF Pocket、IIIFコレクションを利用して独自の3Dミュージアムを構築できるセルフ・ミュージアムなどが提供される。